# Sociedad Musical Santa Cecilia de Macastre
La Sociedad Musical "Santa Cecilia" de Macastre es una asociación sin ánimo de lucro cuya finalidad es el mantenimiento de la Banda de Música, progresando a nivel educativo a partir de la escuela de educandos. Desde su fundación, esta institución lúdico-educativa, ha mantenido una trayectoria similar al resto de las sociedades musicales que forman los principales focos culturales de la Comunidad Valenciana.

## Historia
Por el año 1890, una veintena de vecinos amantes de la música, se reunieron y formaron la primera banda de música de Macastre, sin embargo, con la llegada de la Guerra Civil Española en 1936, sus actividades fueron interrumpidas y la banda desapareció para volver a organizarse en 1943.
La banda se constituyó como Sociedad Musical en el año 1973, registrándose con el nombre de "Unión Musical Santa Cecilia de Macastre",pasando a llamarse "Sociedad Recreativo Musical Santa Cecilia de Macastre" en septiembre de 1978, año en el que también se integró en la Federación Regional Valenciana de Sociedades Musicales. En 1998 la junta directiva decidió bautizarla definitivamente con el nombre de "Sociedad Musical Santa Cecilia de Macastre".
De 1890 a 1931 la sociedad musical no era municipal, aunque el ayuntamiento requería sus servicios para las fiestas patronales y otros actos festivos. En la postguerra el concejo pasó a hacerse cargo de la banda de música y ésta pasó a ser municipal, sin embargo, a partir de 1961 dejó de serlo.
En tan largo periodo de tiempo han pasado por la banda numerosos y destacados directores, que han ejercido también como notables maestros en el funcionamiento de la Escuela de Educandos. Entre ellos:
| Años          | Nombre del Director                                           |
| ------------- | ------------------------------------------------------------- |
| 1900-1920     | D. Benjamín Espert Segarra                                    |
| 1922-1931     | D. Benito Cabezas                                             |
| 1940-1958     | D. Antonio Cabezas                                            |
| 1943-1946     | D. Benjamín Espert López                                      |
| 1947-1950     | D. Manuel Barberá Tormo (fundador de la Escuela de Educandos) |
| 1950-1951     | D. José María Cervera Lloret                                  |
| 1951-1954     | D. Vicente López                                              |
| 1954-1957     | D. Arjimiro Bort Tobías                                       |
| 1957-1959     | D. Daniel Martínez Marín                                      |
| 1959-1961     | D. Manuel Pascual Balaguer                                    |
| 1973-1984     | D. Jesús Montó Verdet                                         |
| 1984-2006     | D. Antonio Martínez Caño                                      |
| 2007-2014     | D. Eduardo Carrascosa Carrascosa                              |
| 2014-(actual) | D. Francisco Carrascosa Miguel                                |

## Estructura artística

### Escuela de Educandos
Para poder disfrutar de una Banda de Música, la Sociedad cuenta con una Escuela de Educandos de la cual se nutre todos los años de varios músicos que en ella aprenden el noble arte de la música.
Niveles:
- Jardín musical I para niños y niñas de 2 a 4 años, impartida por profesorado especializado en metodología infantil.
- Jardín musical II sensibilización musical mediante actividades instrumentales y vocales, para niños y niñas de 5 a 6 años.
- Preparatorio de lenguaje musical e instrumento comienzo del aprendizaje de solfeo e instrumento, para niños y niñas de 7 años.
- Lenguaje musical e instrumento a partir de 8 años, en los cuatro cursos propios del Grado Elemental, así como una asignatura complementaria de Conjunto Instrumental.
- Preparación para las pruebas de acceso a Grado Medio en el conservatorio.
- Clases especiales de música para adultos iniciación al lenguaje musical e instrumento, sin límite de edad.
- Agrupación coral formada por un colectivo, con un nivel musical básico, que interpretan diversas obras musicales, en ocasiones acompañados por la banda, mediante la voz y el canto.

Las especialidades instrumentales que ofrece la Sociedad son: flauta, fagot, oboe, clarinete, requinto, saxofón alto y tenor, trompeta, trompa, trombón, tuba, bombardino, violonchelo, percusión y piano.

### Banda de Música
La Banda de Música comenzó su trayectoria destacando en diferentes certámenes, obteniendo galardones en Requena, Buñol, Cullera, Murcia, Leganés, Valencia y otras poblaciones.
Dentro del seno musical, fue significativo el trabajo realizado por D. Manuel Barberá Tormo, fundador de la Escuela de Educandos y maestro de la misma, ya que la formación de ésta permitió el desarrollo y funcionamiento de la Banda.
Resaltar también el periodo en el que D. José María Cervera LLoret, gran músico, director y compositor valenciano, ejerció de director en nuestra banda, aportando a ésta un gran nivel y prestigio musical.
Destacar también a D. Jesús Montó Verdet, el cual estuvo de director y maestro, y además compuso varios pasodobles dedicados a la banda y a Macastre.
Como no, destacar la tremenda y transcendental labor realizada por el profesor, director y amigo D. Antonio Martínez Caño, que durante 23 años trabajó desinteresadamente para formar y enriquecer la Escuela de Educandos, al igual que para consolidar y conseguir la Banda de Música que hoy en día tenemos.
Actualmente la Banda de Música está formada por más de 60 músicos de media, aunque ante eventos extraordinarios, puede alcanzar los 75.

#### Premios y galardones obtenidos
| Año  | Certamen o actuación                                       | Lugar              | Sección     | Galardón                                                     | Director                   |
| ---- | ---------------------------------------------------------- | ------------------ | ----------- | ------------------------------------------------------------ | -------------------------- |
| 1920 | Certamen de Bandas Civiles de Buñol                        | Buñol (Valencia)   | Única       | 1.er Premio.                                                 | D. Benjamín Espert Segarra |
| 1947 | Certamen de Bandas del ayuntamiento de Requena             | Requena (Valencia) | Sección 3.ª | 3.er. Premio                                                 | D. Manuel Barberá Tormo    |
| 1981 | Certamen de Bandas de la Diputación Provincial de Valencia | Valencia           | Sección 3.ª | 3.er. Premio                                                 | D. Jesús Montó Verdet      |
| 1982 | Certamen de Bandas de la Diputación Provincial de Valencia | Valencia           | Sección 3.ª | 1.er. Premio                                                 | D. Jesús Montó Verdet      |
| 1984 | Certamen de Bandas de la Comunidad Valenciana              | Valencia           | Sección 3.ª | 3.er. Premio y Mención de Honor a la obra de libre elección. |                            |
| 1987 | Certamen de Bandas Ciudad de Cullera                       | Cullera (Valencia) | Sección 3.ª | 3.er. Premio                                                 | D.Antonio Martínez Caño    |
| 1987 | Certamen Internacional de Bandas Ciudad de Valencia        | Valencia           | Sección 3.ª | 1.er. Premio                                                 | D.Antonio Martínez Caño    |
| 1988 | Certamen Internacional de Bandas Ciudad de Valencia        | Valencia           | Sección 3.ª | 3.er. Premio                                                 | D.Antonio Martínez Caño    |
| 1997 | Certamen de Bandas Ciudad de Leganés                       | Leganés (Madrid)   | Sección 3.ª | 2º Premio                                                    | D.Antonio Martínez Caño    |
| 2000 | Certamen de Bandas Ciudad de Murcia                        | Murcia             | Sección 3.ª | 3.er. Premio                                                 | D.Antonio Martínez Caño    |

#### Actuaciones destacadas
En el transcurso de toda la actividad musical se producen ciertos momentos que deben destacarse, ya que marcan en el tiempo, actuaciones difíciles de olvidar. A continuación damos cuenta de los más destacados:
- Participación en el Festival de Imsbruck (Austria) en 1994.

- Concierto y grabación* en el Palau de la Música de Valencia, en noviembre de 2005.

- Viaje a París, con actuaciones en los parques de los Campos Eliseos y Georges Brassens, en julio de 2006.

- El 11 de marzo de 2007, Concierto homenaje - despedida a D. Antonio Martínez Caño y presentación de D.Eduardo Carrascosa Carrascosa, un concierto muy emotivo.

## Actividades
En verano, se lleva a cabo un curso de perfeccionamiento instrumental a lo largo de una semana.

### Actos Musicales
Mayoritariamente, son actos de acompañamiento en festividades locales y religiosas.
Destacan:
- Fallas de Valencia, un grupo de músicos, se desplaza durante unos días a Valencia para amenizar los actos festivos en honor a San José.

- Semana Santa, se celebran diversas procesiones en las que la banda acompaña con sus marchas.

- Fallas de Macastre, la banda participa en la cabalgata, despertà y pasacalles, durante el fin de semana previo a San Vicente.

- Festival de Bandas de Música, dentro de las Fiestas Patronales de Macastre que tienen lugar la primera quincena del mes de agosto.

- Fiestas de las Clavarias Hijas de María, durante el primer fin de semana de septiembre, la banda acompaña a las clavarias en la ofrenda de flores, la cabalgata, los pascalles y la procesión.

- Concierto de Santa Cecilia, con motivo de los actos en honor de Santa Cecilia -patrona de los músicos- en el mes de noviembre. En él se le da especial protagonismo al músico (tocando obras de solista, dirigiendo,...). También se incorporan en él los nuevos músicos.

- Concierto de Navidad, para unirse a las celebraciones de la Navidad.

- Datos: Q6130945